# Bang Bang (сингл ZZ Top)
«Bang Bang» (с англ. — «Бац-бац») — тридцать девятый сингл американской блюз-рок-группы ZZ Top, третий сингл альбома Rhythmeen, добрался до 22-го места в Hot Mainstream Rock Tracks.

## О песне
Сингл записан в 1996 году в середине записи альбома Rhythmeen, на котором группа совершила очередную попытку вернуться к блюзу, и записала альбом исключительно в формате трио, без использования синтезаторов.
Отзывы на песню были следующими: «притянутое за уши звучание», «убедительная и интересная, но не захватывающая»,  «Bang Bang, песня которая демонстрирует, что трио знает как извлечь грув, не воспринимая себя слишком серьёзно, ошибка, которую они допустили в песне Cover Your Rig с Antenna».. Ещё относительно текста песни было высказано следующее мнение: «Только ZZ Top могут выдать песню под названием „Bang Bang My Shang-a-lang“ с непроницаемыми лицами и это им сходит с рук» 
Сингл был выпущен в двух промо-вариантах. Основной CD-релиз содержал вместе с собственно полноформатной песней её укороченную радио-версию, второй релиз содержал ещё два ремикса песни в радио-формате и расширенном формате.

## Участники записи
- Билли Гиббонс — вокал, гитара
- Дасти Хилл — вокал, бас-гитара
- Фрэнк Бирд — ударные, перкуссия, вокал